# Катастрофа Ан-26 под Петропавловском-Камчатским
Катастрофа Ан-26 под Петропавловском-Камчатским — авиационная катастрофа, произошедшая в четверг 26 октября 1989 года к северу от Петропавловска-Камчатского.

## Катастрофа
Ан-26 84-го отдельного смешанного авиационного полка Ракетных войск стратегического назначения выполнял полёт с аэродрома базирования, расположенного на полигоне Кура близ Ключей, в Петропавловск-Камчатский. Командиром самолёта был лётчик 1-го класса Юденич В. Н., помощником командира был лётчик Кучмий И. И. Всего на борту находились 6 членов экипажа и 31 пассажир — военнослужащие и члены их семей.
Полёт проходил на эшелоне 5400 метров. На подходе к аэропорту Елизово экипаж приступил к снижению. В это время стояла облачность и дул сильный ветер. В процессе снижения самолёт из-за ошибки лётчиков начал уклоняться влево. Затем экипаж получил разрешение снижаться по правилам визуальных полётов. Когда Ан-26 влетел в облака, экипаж не стал прерывать снижение. В 14:58 летящий в облаках на высоте около 1500 метров самолёт врезался в склон горы Ааг (высота 2310 метров), крутизной около 70°, и полностью разрушился. Все 37 человек на борту погибли.
По некоторым данным, это крупнейшая авиационная катастрофа в истории Камчатки.